# 邵杰
邵杰（?—?），明朝浙江承宣布政使司杭州府昌化县人，明朝外戚，人（治今浙江省杭州市临安区西），明世宗祖母邵太后的侄孙。
邵杰曾祖父邵林，祖父邵安，父亲邵茂，嘉靖元年（1522年）五月己酉，明世宗封邵杰的叔祖邵喜为昌化伯。嘉靖六年（1527年）十二月，邵喜之子邵蕙去世，無子。明世宗命邵蕙之弟邵萱嗣位，邵蕙之侄锦衣卫指挥使邵辅认为邵萱不是嫡出。嘉靖七年二月甲寅（1528年3月2日）明世宗以邵杰为昌化伯。次年，《明伦大典》成，命武定侯郭勋颁赐外戚，没有给邵杰。邵杰自请，世宗诘责郭勋。郭勋大怒，上奏说邵杰不是邵氏的后代。给事中陆粲弹劾大学士桂萼接受邵杰贿赂。明世宗最后逮捕陆粲下狱，邵杰夺取袭封。